# Filippinsalangan
Filippinsalangan (Aerodramus mearnsi) är en fågel i familjen seglare.

## Utseende och läte
Filippinsalanganen är en mörk, liten selgare. Den förväxlas lätt med gråsalanganen, men denna art har mer tvärt avskuren stjärt. Den tenderar också att flyga lägre och mer riktningslöst, och formar oftare flockar. Kombinationen av mörk övergump, ej glänsande mörk rygg och medelstor storlek skiljer denna från grågumpad salangan, dvärgsalanganen och bergsryggssalanganen. Den hörs ofta i flykten, med ett gnissligt tjattrande kvitter.

## Utbredning och systematik
Fågeln förekommer i låglänta delar av Filippinerna. Den behandlas som monotypisk, det vill säga att den inte delas in i några underarter.

## Levnadssätt
Filippinsalanganen föredrar bergsryggar och sluttningar ovan 700 till 800 meters höjd.

## Status
Arten har ett stort utbredningsområde och beståndet anses stabilt. Internationella naturvårdsunionen IUCN listar den därför som livskraftig (LC).